# Drame des Alpes valaisannes
Le Drame des Alpes valaisannes est un accident ayant eu lieu dans les Alpes valaisannes le 29 avril 2018.

## Contexte
Un guide de montagne et neuf de ses clients tentent le 29 avril 2018 de rejoindre Zermatt à partir de Chamonix sur les pentes du Pigne d'Arolla dans le Val d'Hérens,.

## Victimes

### Guide
Mario Castiglioni est un guide de montagne d’origine italienne vivant dans la vallée de Muggio. Il dirige une entreprise de guide de montagne MLG Mountain Guide à Chiasso, est très expérimenté et a déjà escaladé quatre des sept sommets ainsi que trois 8000 mètres. Il organise avec son épouse des excursions en montagne.

### Clients
Mario Catsiglioni dirige un groupe de huit autres alpinistes.
L'un des survivants note que le niveau des membres du groupe est variable. Luciano Cattori, le troisième survivant, explique à la télévision que « du point de vue de l'alpinisme, certains n'étaient pas très expérimentés. Le niveau était assez variable entre les différents participants ». Une des participante a aussi des problèmes au pied.

## Déroulement

### Départ
À 6 h 30, le groupe dirigé par Mario Castiglioni quitte la cabane des Dix pour se rendre à la cabane des Vignettes en passant par le Pigne d’Arolla, point culminant de cette Haute Route.

### Arrivée de la tempête
Un survivant italien rapporte que la température est tombée de −5 °C à −10 °C lundi soir. En raison de la mauvaise visibilité, ils perdent leur orientation à plusieurs reprises. Selon un participant, le guide de montagne utilise une application GPS sur son téléphone portable pour la navigation (ce qui est courant chez les guides de montagne). Cependant, il n’a pas de GPS avec lui, contrairement à l’un des participants. Seul l’itinéraire d’été et non l’itinéraire d’hiver est stocké sur son appareil. N’ayant pas réussi à trouver tout de suite le bon chemin dans le brouillard et la neige, les randonneurs errent et atteignent le sommet du Pigne d’Arolla au Col du Brenay (3631 m) peu avant 17h00 avec un retard de plusieurs heures.
D'après un des survivants, le groupe se perd quatre fois pendant la montée.
En raison de problèmes de batterie, le guide de montagne ne peut pas utiliser son téléphone satellite.

### Découverte
Le lundi matin, à 6 h 30, alors que deux alpinistes s’élancent de l’étape suivante, ils voient une personne allongée sur la pente. L’un des deux monte et y trouve le guide de montagne mort. Des appels à l’aide sont également entendus d’en haut, ils retournent donc au refuge des Vignettes, où le service de secours en montagne est prévenu. Selon les secouristes, le sol sur les lieux de l’accident est dur comme du béton. Le groupe ne peut donc pas s’enterrer dans la neige pour se protéger. Les participants survivants de l’excursion rapportent que le guide de montagne a déjà quitté le groupe pendant la nuit pour aller chercher de l’aide. Son corps est retrouvé non loin de l’endroit où les autres l’attendaient.
Alors qu'un groupe français cherche un endroit où passer la nuit à l’abri du vent et n’a donc pas de morts à déplorer, le groupe de dix bivouaque à l’endroit où il se trouve à ce moment-là, lequel est très exposé au vent, c’est pourquoi les campeurs se retrouvent rapidement en hypothermie.

## Bilan
Sept personnes meurent de froid, d’épuisement et d’hypothermie,. La dernière à mourir est une femme de 42 ans, Francesca Von Felten, originaire de Parme, décédée à l’hôpital valaisan où elle a été hospitalisée. Seuls trois des clients survivent.
Les corps sont retrouvés à seulement 550 mètres de la cabane des Vignettes, à 3270 m d’altitude,.
Le témoignage de l'alpiniste Steve House est cruel pour le guide. Présent également sur la Haute Route avec ses clients ce 29 avril, il se tire du piège en prenant les bonnes décisions et en allant reconnaître l'itinéraire la veille pour l'enregistrer dans son GPS, chose que ne fait pas Mario Castiglioni.

## Causes

### Erreurs
Parmi les erreurs à l'origine du drame, il y a :
- un guide sûr de lui ;
- des informations météo négligées dès la veille au soir ;
- une escalade face au changement de conditions météorologiques[6].

### Absence d'alertes
Étant donné que les nuitées dans les refuges doivent être enregistrées à l’avance, notamment pour la sécurité des touristes, l’alerte tardive des services de secours provoque l’étonnement de certains experts. Selon le magazine Outside, le guide de montagne veut d’abord se diriger vers le refuge Nacamuli et décide ensuite de visiter le refuge des Vignettes en raison des prévisions météorologiques. Au moins une partie des participants est au courant du mauvais temps.
Parmi les experts de l’alpinisme, la principale question est posée : pourquoi aucun des participants, dont certains sont très expérimentés, ne remet en cause les décisions du guide de montagne, alors que la météo s’est de plus en plus détériorée. Le guide de montagne a à peine communiqué ses intentions et ses informations aux autres participants ; L’organisation, la planification et la direction du groupe relèvent de sa seule responsabilité. Lorsque les randonneurs à ski se s'élancent de la cabane des Dix, plusieurs groupes décident de descendre à Arolla à la cabane des Vignettes au lieu de continuer en altitude jusqu’à Zermatt. Cela s’explique par la visibilité et les conditions de vent, qui sont déjà mauvaises le matin du 29 avril. On ne sait toujours pas pourquoi le guide de montagne n’obtient pas d’informations par téléphone de la part du refuge des Vignettes. Les recherches du magazine Outside suggèrent que le temps initialement assez clément à la cabane des Dix réfute les inquiétudes.

## Postérité

### Dans la culture populaire
Le réalisateur suisse Frank Senn a réalisé un documentaire intitulé Piège mortel sur la Haute Route – Chronique d'un drame,.